# Коктубек
Коктубе́к (каз. Көктүбек) — село у складі Аксуатського району Абайської області Казахстану. Входить до складу Сатпаєвського сільського округу.
Населення — 313 осіб (2021; 474 у 2009, 499 у 1999, 417 у 1989).
Національний склад станом на 1989 рік:
- казахи — 100 %

У радянські часи село називалось також Базар.